# Dinah Lampitt
Dinah Lampitt est une romancière britannique, née le 6 mars 1937 à Ilford (Essex) au Royaume-Uni. Elle écrit sous le nom de plume Deryn Lake.

## Biographie
Elle a d'abord été journaliste, puis s'est lancée dans l'écriture de romans historiques. 
De 1994 à 2013, elle publie une série de romans policiers historiques mettant en scène les enquêtes d'un jeune apothicaire londonien, John Rawlings, au milieu du XVIIIe siècle. Neuf d'entre eux sont traduits en français (publiés aux éditions du Masque dans la collection Labyrinthes)
Elle vit à Battle dans le comté du Sussex de l'Est. 

## Œuvre

### Romans

#### TrilogieSutton Place
- Sutton Place (1983)
- The Silver Swan (1984)
- Fortune's Soldier (1985)

#### Autres romans
- To Sleep No More
- The Silver Swan (1987)
- To Sleep No More (1987)
- As Shadows Haunting (1993)

#### SérieJohn Rawlings, l'apothicairesignée Deryn Lake
- Death in the Dark Walk (1994) Publié en français sous le titre L'Apothicaire de Londres, traduction de Jacqueline Lenclud, Paris, éditions du Masque, coll. « Labyrinthes » no 2, 1997  (ISBN 2-7024-9538-9)
- Death At the Beggar's Opera (1995) Publié en français sous le titre L'Apothicaire et "L'Opéra des gueux", traduction de Jacqueline Lenclud, Paris, éditions du Masque, coll. « Labyrinthes » no 15, 1997  (ISBN 2-7024-9539-7)
- Death At the Devil's Tavern (1996) Publié en français sous le titre L'Apothicaire et la Taverne du diable, traduction de Jacqueline Lenclud, Paris, éditions du Masque, coll. « Labyrinthes » no 42, 1998  (ISBN 2-7024-9641-5)
- Death on the Romney Marsh (1998) Publié en français sous le titre L'Apothicaire et l'Espion français, traduction de Jacqueline Lenclud, Paris, éditions du Masque, coll. « Labyrinthes » no 54, 1999  (ISBN 2-7024-9664-4)
- Death in the Peerless Pool (1999) Publié en français sous le titre L'Apothicaire et le Bassin d'argent, traduction de Jacqueline Lenclud, Paris, éditions du Masque, coll. « Labyrinthes », 2001  (ISBN 2-7024-9690-3)
- Death at Apothecaries' Hall (2000) Publié en français sous le titre L'Apothicaire et le Banquet empoisonné, traduction de Jacqueline Lenclud, Paris, éditions du Masque, coll. « Grand Format », 2002  (ISBN 2-7024-9725-X)
- Death in the West Wind (2001) Publié en français sous le titre L'Apothicaire dans le Devon, traduction de Jacqueline Lenclud, Paris, éditions du Masque, coll. « Labyrinthes », 2004  (ISBN 2-7024-8079-9)
- Death at St. James's Palace (2002) Publié en français sous le titre Meurtre à Saint James palace, traduction de Jacqueline Lenclud, Paris, éditions du Masque, coll. « Labyrinthes », 2005  (ISBN 2-7024-3215-8)
- Death in the Valley of Shadows (2003) Publié en français sous le titre L'Apothicaire et le Manoir des ombres, traduction de Corinne Bourbeillon, Paris, éditions du Masque, coll. « Labyrinthes », 2007  (ISBN 978-2-7024-3371-3)
- Death in the Setting Sun (2004)
- Death and the Cornish Fiddler (2006)
- Death in Hellfire (2007)
- Death and the Black Pyramid (2009)
- Death at the Wedding Feast (2012)
- Death on the Rocks (2013)

#### SérieReverend Nick Lawrencesignée Deryn Lake
- The Mills of God (2011)
- Dead on Cue (2012)
- The Moonlit Door (2014)

#### Autre roman signé Deryn Lake
- The Governor's Ladies (2005)